# Санта-Мария-Либератриче-а-Монте-Тестаччо (титулярная диакония)
Титулярная диакония Санта-Мария-Либератриче-а-Монте-Тестаччо — титулярная церковь была создана Папой Павлом VI 5 февраля 1965 года апостольской конституцией Auctis hodie. Титул принадлежит церкви Санта-Мария-Либератриче, расположенной в районе Рима Тестаччо, на одноименной площади.

## Список кардиналов-дьяконов и кардиналов-священников титулярной диаконии Санта-Мария-Либератриче-а-Монте-Тестаччо
- Джузеппе Бельтрами, титул pro illa vice (26 июня 1967 — 13 декабря 1973, до смерти);
- Опилио Росси (24 мая 1976 — 22 июня 1987, назван кардиналом-священником Сан-Лоренцо-ин-Лучина);
- Антонио Мария Хавьерре Ортас, S.D.B. (28 июня 1988 — 9 января 1999), титул pro illa vice (9 января 1999 — 1 февраля 2007, до смерти);
- Джованни Лайоло (24 ноября 2007 — 19 мая 2018), титулярная диакония pro illa vice (19 мая 2018 — по настоящее время).